# 细树藓属
细树藓属（学名：Micralsopsis）为蕨藓科的一个属。

## 物种
本属包括以下物种：
- Micralsopsis complanata W.R.Buck, 1987